# Биккер, Якоба
Якоба Биккер (нидерл. Jacoba Bicker; 2 января 1640, Амстердам, Республика Соединённых провинций — 29 июня 1695, там же) — нидерландская аристократка времён «нидерландского золотого века», одна из самых богатых женщин республики Соединённых провинций. Супруга государственного деятеля Питера де Граффа.

## Биография
Якоба Биккер родилась в Амстердаме. Она была дочерью Яна Биккера и Агнеты де Графф ван Полсбрук, приходилась сестрой Венделе Биккер, вышедшей замуж за великого пенсионария Йоханна де Витта.
В возрасте 22 лет её выдали замуж за кузена Питера де Граффа, господина Ильпенстейна. На их свадьбе в Ильпенстейне присутствовали поэты Герард Брандт и Йост ван ден Вондель. Последний под впечатлением свадебных торжеств написал стихотворение «На свадьбу достопочтенного господина Питера де Граффа, почётного гражданина Южного Полсбрука и достопочтенной госпожи Якобы Биккер» (нидерл. Ter bruiloft van den weledelen heer Peter de Graef, Jongkheer van Zuitpolsbroek en de weledele mejoffer Jakoba Bikker). В этом браке выжили только трое детей:
- Корнелис (II) де Графф[нидерл.] (1671 — 1719), господин Пурмерланда и Илпендама, глава капитула собора Святого Петра в Утрехте;
- Йохан де Графф[нидерл.] (1673 — 1714), господин Южного Полсбрука, член и секретарь городского совета Амстердама, женился на Йоханне Хофт;
- Агнета де Графф, вышла замуж за Яна Баптиста де Хохепида, с которым переехала в Гаагу.